# CFLY-FM
CFLY-FM ist ein privater Hörfunksender aus Kingston, Ontario, Kanada. Der Sender ist vor allem durch sein Branding 98.3 FlyFM bekannt. Der Radiosender sendet ein Adult-Contemporary-Format mit einer Leistung von 95.000 Watt von seinen Sendertürmen in Harrowsmith aus.

## Geschichte
Der Sender begann mit der Ausstrahlung im Jahre 1953 unter dem Sendernamen CKLC-FM und wurde damals von St. Lawrence Broadcasting betrieben. Ein Schwestersender wurde zur gleichen Zeit gestartet. Die ursprüngliche Frequenz war 99.5 und gehörte somit zum Canadian Broadcasting Corporation (CBC) Network. 1973 wurde die Frequenz auf 98.3 FM sowie das Rufzeichen in CFLY-FM geändert.
Der Sender wurde 1998 von CHUM Limited übernommen danach wurde das Sender Format mehrmals geändert; von Adult-Contemporary- zum Hot-Adult Contemporary-Format. Im Juni 2007 wurden die Sender von CTV Globemedia an Bell Media verkauft.

## Programm und Shows
- Fly FM Breakfast Club
- Weekend Blowout
- eTalk 20
- Shauna Cunningham
- Shawn Whalen
- Lindsey Young
- Jackie Vieira
- Dave Deodato